# Чикшулуб-Пуэрто
Чикшулуб (исп. Chicxulub), полное наименование Чикшулуб-Пуэрто (исп. Chicxulub Puerto) — портовый город в Мексике, штат Юкатан, входит в состав муниципалитета Прогресо. Численность населения, по данным переписи 2010 года, составила 6010 человек.

## Общие сведения
Название Chicxulub с майяйского можно перевести как: блохастый дьявол или украшенный рог.

## Население
| Численность жителей Чикшулуба по годам |      |
| 2005                                   | 2010 |
| 5052                                   | 6010 |